# Andrew Dickson White
Andrew Dickson White (7. november 1832 i Homer, New York—4. november 1918) var en nordamerikansk historiker og diplomat.
White, der var af nyengelsk byrd studerede i Paris og Berlin og blev 1857 professor i Ann Arbor i Michigan. Han var 1863—67 medlem af staten New Yorks senat og havde væsentlig del i grundlæggelsen af Cornell-universitetet i Ithaca; gav selv 100 000 dollars dertil samt sin betydelige historiske bogsamling; var i en række år professor og 1867—85 universitetets første præsident. I 1878 blev White Unionens repræsentant ved Verdensudstillingen i Paris og 1879—81 samt på ny 1897—1902 gesandt i Berlin, 1892—94 i Sankt Petersburg.